# Środowisko nieprzewodzące
Środowisko nieprzewodzące - warunki środowiskowe jakie muszą zostać spełnione aby uzyskać izolowane stanowisko pracy, środek ochrony przeciwporażeniowej dodatkowej (ochrony przed dotykiem pośrednim, przy uszkodzeniu izolacji). Środowisko nieprzewodzące musi posiadać względem ziemi określoną minimalną impedancję. Dla napięcia nieprzekraczającego 500 V prądu przemiennego i stałego wynosi ona co najmniej 50 kΩ. Dla napięcia powyżej 500 V a  nie więcej jak 1000 v prądu przemiennego i między 500 V a 1500 V prądu stałego impedancja powinna wynosić przynajmniej 100 kΩ.